# Diana Segovia
Diana Segovia (Buenos Aires) é uma escritora e roteirista argentina. Tornou-se conhecida por ser o autora principal da telenovela Camaleones, além de colaborar nos textos de Campeones de la vida e 1000 millones.

## Obras
- Camaleones (2009)
- Campeones de la vida (2006)
- Kachorra (2002)
- 1000 millones (2002)
- Ilusiones (compartidas) (2000)
- Campeones de la vida (2000)